# La Guerre à Paris
Pour plus de détails, voir Fiche technique et Distribution.
La Guerre à Paris est un film français réalisé par Yolande Zauberman et sorti en 2002.

## Fiche technique
- Titre : La Guerre à Paris
- Réalisation : Yolande Zauberman
- Scénario : Gérard Brach et Yolande Zauberman
- Société de production :  Hachette Première, France 3 Cinéma, France Télévision Images 2
- Producteur : Bernard Bouix et René Cleitman
- Musique du film :  Jocelyn Pook
- Directeur de la photographie : Caroline Champetier
- Montage :  Juliette Welfling
- Distribution des rôles :  Philippe Guiheneuf, Marie-Jeanne Pascal
- Création des décors : Antoine Platteau
- Création des costumes : Pierre-Yves Gayraud
- Coordinateur des cascades : Philippe Guégan
- Genre : drame
- Durée : 1h25
- Date de sortie : 22 mai 2002 en France
- Classification : Tous publics lors de sa sortie en salles[1], puis déconseillé aux moins de 10 ans lors de sa diffusion à la télévision[2] (France)

## Distribution
- Élodie Bouchez : Ana Maria
- Jérémie Renier : Jules
- Grégoire Colin : commissaire Romain
- Julien Le Gallou : Thomas
- Jean-Pierre Léaud : Haut Placé
- Hélène Lapiower : la mère
- Szymon Zaleski : le père
- Pascal Cervo : inspecteur Combes
- Ivan Franek : Léon
- Olivier Perez : Leo Ostrowzki
- Sebastien Fontaine : un soldat allemand
- David Alexandre
- Tonio Arango
- Pascal Bongard
- François Decodts
- Jérôme Etchevery
- Sara Forestier
- Louis Garrel
- Thomas Gizolme
- Youenn Jacquin
- Geno Lechner
- François Levantal
- Hector Martin Minano
- Maya Ng Chin Yue
- Stéphane Petit
- Joana Preiss
- Sarah Stern
- Olivier Torres
- Cyril Troley
- Max Tzwangue
- Aleksandr Yakovlev
- Alex Ziani
- Éric Moreau
- Jean-Eric Troubat